# Tour de Brunei
El Tour de Brunei (oficialment Butra Heidelberg Cement Tour) era una cursa ciclista anual a Brunei. Iniciat el 2011, va formar part de l'UCI Àsia Tour.

## Llista de guanyadors
| Any  | Guanyador          | Segon                  | Tercer              |
| ---- | ------------------ | ---------------------- | ------------------- |
| 2011 | Shinichi Fukushima | Mohammed Adiq Husainie | Hossein Jahanbanian |
| 2012 | Hossein Askari     | Duc Tam Trinh          | Harrif Salleh       |